# 拉斐尔·卡罗·金特罗
拉斐尔·卡罗·金特罗（西班牙語：Rafael Caro Quintero，1952年10月24日—）是一名墨西哥毒枭，他於1970年代后期与米格尔·安赫尔·费利克斯·加利亚多和其他毒贩共同创立了瓜達拉哈拉販毒集團，将大量墨西哥的大麻走私至美國。1985年，在他的主導下，美国缉毒局特工基基·卡马雷纳被綁架並被殺害。拉斐尔·卡罗·金特罗害怕被法律制裁，於是逃到哥斯达黎加，但之後被逮捕并被引渡回墨西哥。墨西哥法院判处其40年监禁。
2013年8月9日，墨西哥一家州法院裁定拉斐尔·卡罗·金特罗受到了不公正審判並宣佈拉斐尔·卡罗·金特羅無罪釋放。不過這一判罰引發美國方面的不滿，在美国联邦政府的要求下墨西哥联邦法院于8月14日再度下令逮捕拉斐尔·卡罗·金特罗。不過此時拉斐尔·卡罗·金特罗已逃之夭夭。美国開出了2,000万美元的赏金尋求抓捕拉斐尔·卡罗·金特罗。
2021年3月27日，墨西哥法院裁定一旦拉斐尔·卡罗·金特罗被捕他將被引渡到美国。2022年7月15日，拉斐尔·卡罗·金特罗在墨西哥被捕。2025年2月27日被引渡到美國。